# Hanseniella oligomacrochaeta
Hanseniella oligomacrochaeta är en mångfotingart som beskrevs av Ulf Scheller 2002. Hanseniella oligomacrochaeta ingår i släktet syddvärgfotingar, och familjen snabbdvärgfotingar. Inga underarter finns listade i Catalogue of Life.